# Кулешова, Виктория Игоревна
Виктория Игоревна Кулешова (род. 8 января 1992, Подольск, Московская область) — российская боксёрша. Двукратный бронзовый призёр чемпионатов Европы (2016, 2018). Трёхкратная чемпионка России (2016, 2017, 2018).

## Карьера
Воспитанница подольского бокса. Тренеры — Г. В. Закирничный, А. О. Подольский, С. С. Введенский.
В 2011 году стала бронзовым призёром чемпионата России, в 2012 — серебряным. В 2016 году выиграла чемпионат России и была включена в сборную.
На чемпионате Европы 2016 года завоевала бронзу в категории до 54 кг.
Приказом министра спорта РФ № 194-нг от 15 декабря 2016 года Виктории присвоено спортивное звание Мастер спорта России международного класса
На чемпионате Европы 2018 года вновь завоевала бронзовую медаль.
На 10-м чемпионате мира по боксу среди женщин в Индии, в поединке 2-го раунда (1/8 финала), 18 ноября 2018 года, Виктория уступила в упорном поединке спортсменке из Бразилии Жуселин Ромеу и завершила выступление на мировом первенстве.